# Michał Witalis
Michał Witalis (cca 1827 – 20. března 1888) byl rakouský politik polské národnosti z Haliče, v 60. letech 19. století poslanec rakouské Říšské rady.

## Biografie
V roce 1846 se stal starostou (fojtem) v obci Bistuszowa. Tehdy mu mělo být 19 let [sic !] a byl stolařem.
V 60. letech se s obnovou ústavního systému vlády zapojil i do vysoké politiky. V zemských volbách roku 1861 byl zvolen na Haličský zemský sněm, kde zastupoval kurii venkovských obcí, obvod Tarnów.
Působil také coby poslanec Říšské rady (celostátního parlamentu Rakouského císařství), kam ho delegoval Haličský zemský sněm roku 1861 (Říšská rada tehdy ještě byla volena nepřímo, coby sbor delegátů zemských sněmů). 3. května 1861 složil slib. V rejstříku poslanců pro zasedání Říšské rady po roce 1863 uveden není.
V době svého parlamentního působení se uvádí jako Michael Witalis, statkář v obci Bistuszowa. Zemřel 20. března 1888. Jeho hrob se nachází na hřbitově v Ryglicích.